# Kagura

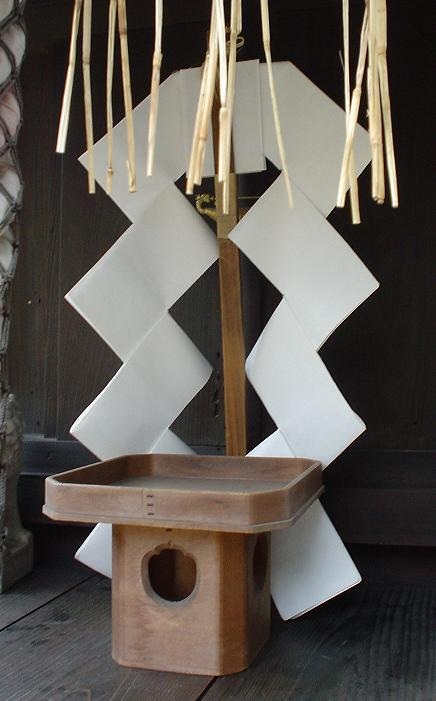
Gohei: una vareta cerimonial que s'utilitza per netejar o purificar

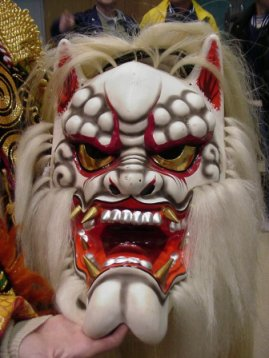
Màscara de l'actuació contemporània de kagura

Kagura (神楽 (かぐら)) és un tipus específic de ball cerimonial ritual xintoista. El nom és una contracció de «kami no kura» ('seient de déu'), que indica la presència de déu en la pràctica. Una de les funcions principals de Kagura és «Chinkon» ('purificar i sacsejar l'esperit'), que implica un procés de processó-trànsit. Normalment, una dona xamana interpretarà la dansa i obtindrà l'oracle del déu; en el context, la mateixa ballarina es converteix en déu durant la representació. Encara que inicialment era un art cerimonial derivat de kami'gakari (神懸 (かみがかり)), kagura ha evolucionat en moltes direccions al llarg de més d'un mil·lenni. Avui en dia és una tradició viva, amb rituals lligats als ritmes del calendari agrícola, que prosperen principalment en zones de la prefectura de Shimane, i centres urbans com Hiroshima.

## Mai i Odori
Hi ha dos tipus principals de kagura: mai i odori. Mai presenta el moviment circular lent, destacant la tranquil·litat i l'elegància; mentre que l'odori presenta salts i bots ràpids, destacant l'activació i l'energia. Tots dos tipus es poden entendre com a dues frases de kagura: el mai és un procés de preparació per al trànsit i l'odori és l'etapa de trànsit inconscient.
Durant el ball de mai, la xamana, envoltada d'un grup de sacerdots, sosté el gohei (una vareta cerimonial que s'utilitza per netejar o purificar), a més d'altres instruments productors de so, i participa amb moviments de cercle per convocar deïtats. Un cop la xamana entra en estat de possessió, passa a moviments de salt espontanis, que s'anomenen odori.

## Història

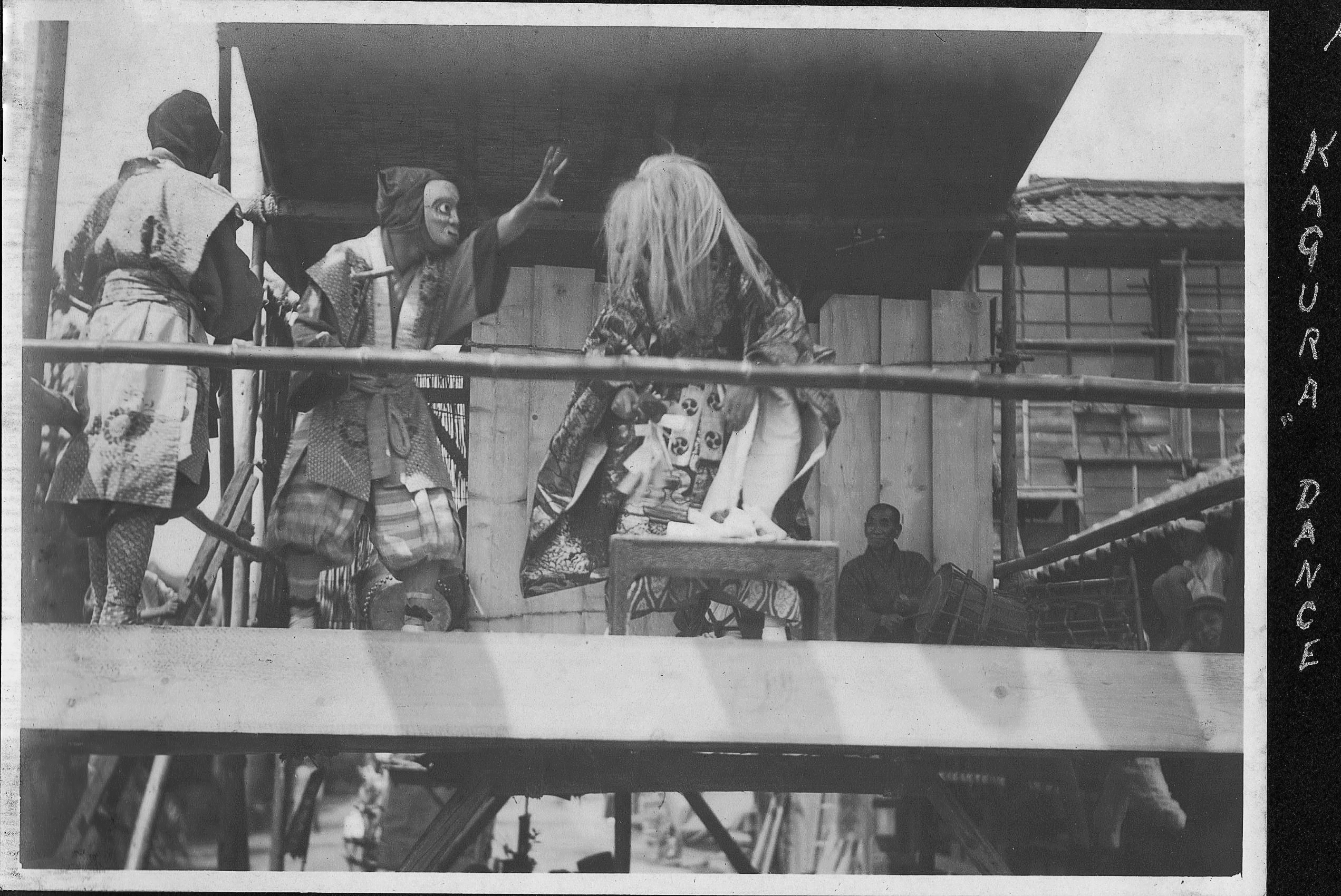
Dansa Kagura el 1914

Les epopeies Kojiki i Nihon Shoki descriuen un origen de conte popular per a les danses. En aquests textos, hi ha un famós conte llegendari sobre la deessa del sol Amaterasu, que es va retirar a una cova, portant foscor i fred al món. Ama-no-Uzume, deessa de l'alba i de la gresca, va dirigir els altres déus en un ball salvatge i va convèncer Amaterasu d'aparèixer per veure de què anava l'embolic. Kagura és un dels nombrosos rituals i arts que es deriven d'aquest esdeveniment.
Originalment anomenada kamukura o kamikura (神座), el kagura va començar com a dansa sagrada realitzada en la cort Imperial per donzelles (miko) que suposadament eren descendents d'Ame-no-Uzume. Durant la representació, les donzelles del santuari generalment utilitzen un dispositiu de canalització per a déu, com ara màscares i llances per a imitar el trànsit. Amb la música de kagura, que té el poder de convocar als déus, la miko comença a ballar per a transformar-se en la representació dels déus i rebre missatges, així com benediccions de les deïtats. El 1871, les oficines d'Iwami Shinto van al·legar que la kagura teatral realitzada per sacerdots a l'oest del Japó degradava la seva dignitat i, per tant, va prohibir l'actuació. Gràcies al suport dels grups civils d'actuació en aquest moment, les peces d'actuació continuaven conservant-se.
Amb el pas del temps, no obstant això, aquestes Mikagura (御神楽) que es representaven dins dels recintes sagrats i privats de les corts Imperials, van inspirar danses rituals populars, anomenades satokagura (里神楽), que, sent formes populars practicades en pobles de tot el país, es van adaptar a altres tradicions populars i es van desenvolupar en diverses formes. Hi trobem miko kagura, shishi kagura, i balls kagura d'estil Ise i Izumo. Algunes variacions s'han desenvolupat al llarg dels segles, incloent algunes que són bastant noves, i la majoria de les quals s'han convertit en tradicions folklòriques altament secularitzades.
Kagura, en particular aquelles formes que impliquen la narració o la reincorporació de rondalles, és també una de les influències principals en el teatre Noh.

## Kagura imperial
Les danses rituals imperials (Mikagura) es realitzaven en diversos llocs sagrats i en diverses ocasions especials. Al Santuari Imperial, on es guarda el mirall sagrat, s'interpreten com a part de la música gagaku de la cort. Mikagura també es realitza a la festa de la collita Imperial i als principals santuaris com Ise, Kamo i Iwashimizu Hachiman-gū. Des de l'any 1000, aquests esdeveniments han tingut lloc cada any.
Segons el departament ritual de l'Agència de la Casa Imperial, el mikagura encara té lloc cada desembre al Santuari Imperial i a les cerimònies del festival de la collita Imperial.

## Kagura popular
Satokagura, o «kagura normal», és un terme general que fa referència a una gran varietat de danses populars derivades de les danses rituals imperials (Mikagura), i incorporades a altres tradicions populars. Per motius de brevetat, s'utilitzarà una selecció de tradicions de la regió de Kantō com a exemples:

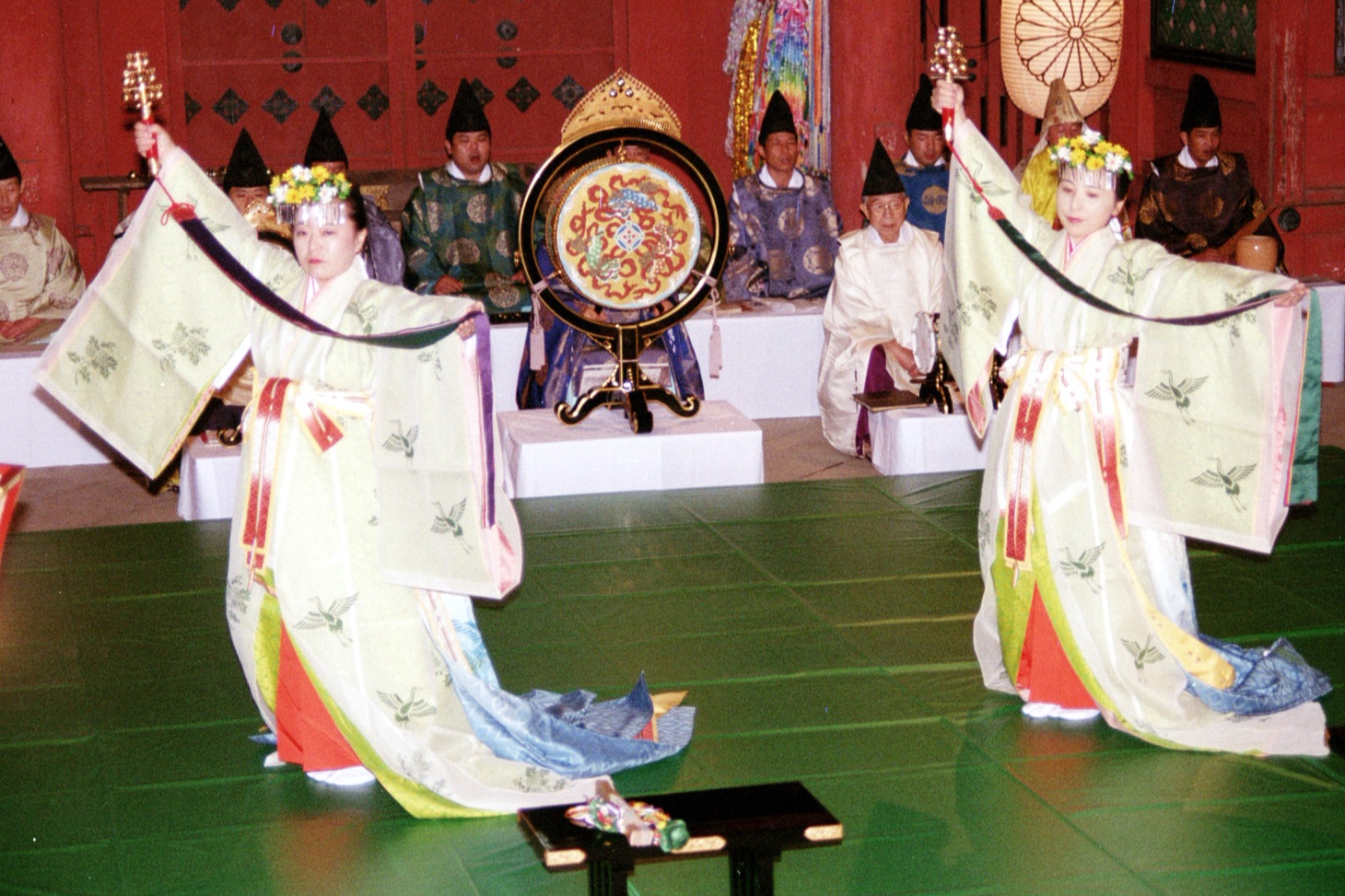
Miko kagura

- Miko kagura - danses realitzades per donzelles del santuari (miko) originàriament derivades de danses rituals en què la miko canalitzava els kami, com a part de les danses de la cort Imperial. Avui en dia són interpretades per santuaris durant el festival daijō-sai (大 嘗 祭) i en culte als kami com a part d'un matsuri. També es representen als temples budistes com a representació d'arts marcials. Aquestes danses es fan sovint amb accessoris rituals, com campanes, canyes de bambú, branques de sakaki o serpentines de paper.

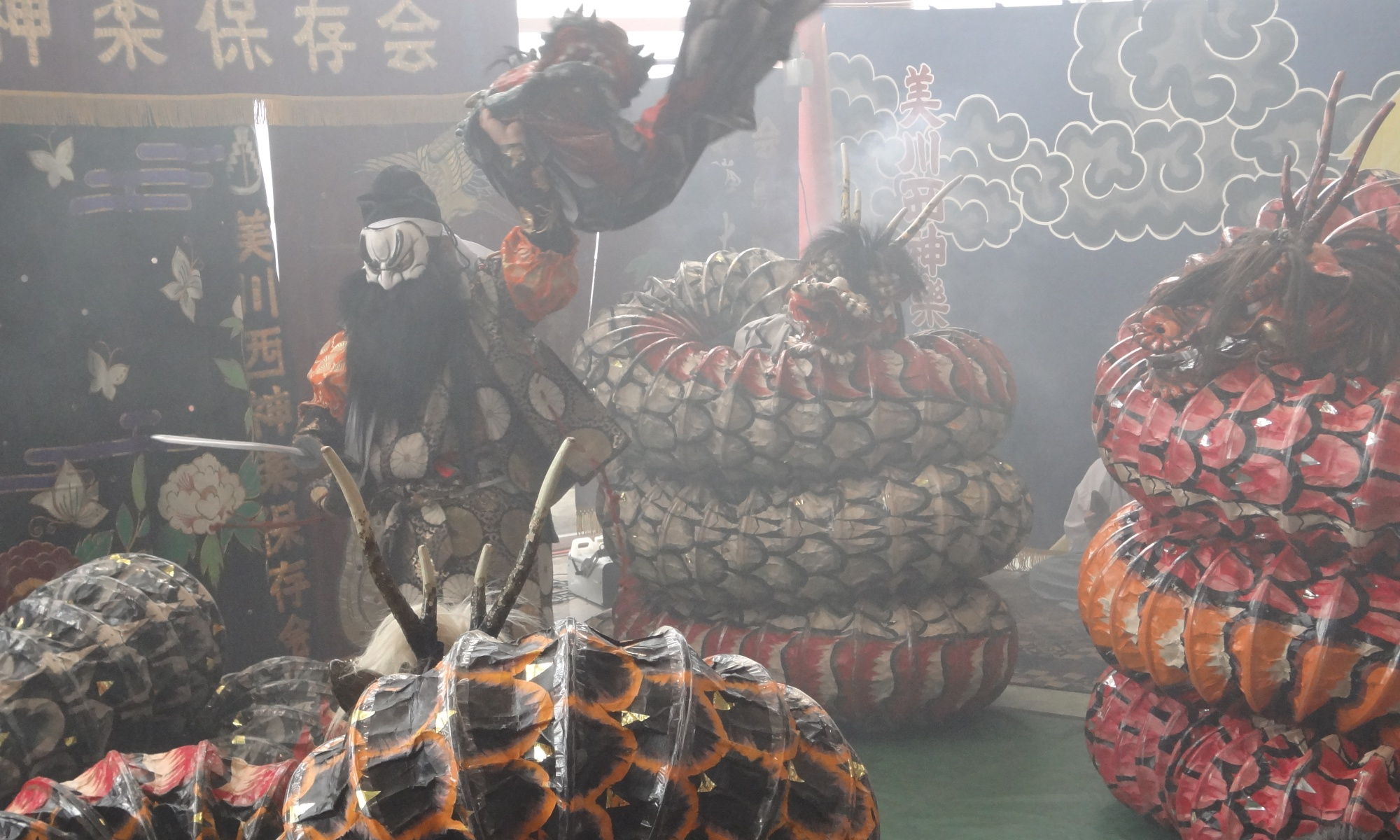
Susanoo i Yamata-no-Orochi a Izumo-ryū kagura

- Izumo-ryū kagura – danses basades en les realitzades en el santuari d'Izumo serveixen una sèrie de propòsits, incloent la purificació ritual, la celebració de dies auspiciosos, i la representació de contes. Originalment molt popular a la regió de Chūgoku prop d'Izumo, aquests balls s'han estès per tot el país, i s'han desenvolupat al llarg dels segles, convertint-se més en un entreteniment popular secular i menys en un ritual religiós formal.
- Hayachine Kagura – Una forma de danses derivades de Yamabushi (un grup mòbil que abasta vides ascètiques per a guanyar poder). Aquest gènere posa l'accent en el poder i l'energia. Els intèrprets sempre fan servir màscares i utilitzen eines com el tambor i l'espasa per a representar el poder màgic de Yamabushi.[3]
- Yutate kagura – Una forma de danses on miko i sacerdots submergeixen les fulles de bambú en aigua calenta i esquitxen l'aigua calenta sobre si mateixos sacsejant les fulles, i després dispersant l'aigua calenta a la gent al voltant de la zona.
- Shishi kagura – Una forma de ball de lleó, en la qual un grup de ballarins assumeix el paper del lleó shishi i desfilen per la ciutat. La màscara de lleó i el vestit es veuen com l'encarnació de l'esperit del lleó, i aquesta és una forma d'adoració popular i ritual, com ho són altres formes del danses de lleó del Japó i altres llocs.
- Daikagura – Una forma de ball derivada de rituals realitzats pels sacerdots viatgers entre el Gran Santuari d'Ise i el Santuari d'Atsuta, que viatjarien a llogarets, cruïlles i altres llocs per a ajudar els vilatans expulsant esperits malignes. Les gestes acrobàtiques i els balls de lleó van tenir un paper important en aquests rituals.

Al voltant de l'època del començament del shogunat Tokugawa (1603–1868), les actuacions derivades d'això van emergir a Edo com una forma important d'entreteniment. En relació amb les celebracions que van envoltar l'inici del shogunat, balls de lleó, acrobàcies, malabarismes i una gran varietat d'altres entreteniments es van realitzar en etapes per tota la ciutat, totes nominalment sota els auspicis de daikagura. Al llarg del període, aquests es van associar més estretament amb la narració rakugo i altres formes d'entreteniment popular, i encara avui, daikagura continua sent realitzat i inclou molts elements d'entreteniment de carrer.